# Campo Alegre de Goiás (kommun)
Campo Alegre de Goiás är en kommun i Brasilien.   Den ligger i delstaten Goiás, i den sydöstra delen av landet, 210 km söder om huvudstaden Brasília. Antalet invånare är 6 057.
Följande samhällen finns i Campo Alegre de Goiás:
- Campo Alegre de Goiás

Omgivningarna runt Campo Alegre de Goiás är huvudsakligen savann. Trakten runt Campo Alegre de Goiás är nära nog obefolkad, med mindre än två invånare per kvadratkilometer.